# Staatswaldrevier Reupelsdorf
Das Staatswaldrevier Reupelsdorf (offizieller Name Schutz von Landschaftsteilen in der Gemeinde Reupelsdorf, Landkreis Gerolzhofen – Staatswaldrevier Reupelsdorf) ist ein Landschaftsschutzgebiet im unterfränkischen Landkreis Kitzingen.

## Geografische Lage
Das Landschaftsschutzgebiet Staatswaldrevier Reupelsdorf liegt nahezu ausschließlich in der namensgebenden Gemarkung des Wiesentheider Gemeindeteils Reupelsdorf. Kleinere Anteile sind außerdem in der Flächeneinheit von Schwarzach am Main-Düllstadt zu finden. Das geschützte Areal wird von Wald eingenommen, der zu großen Teilen in staatlicher Hand ist. Die einzelnen Waldabteilungen innerhalb des Staatswaldreviers sind: Habermannstännig, Heeg, Oberer Forst, Unterer Forst, Seeholz und Krackentännig. Das Landschaftsschutzgebiet wird auf nordöstlicher Seite durch die Kreisstraße KT 10 begrenzt. Aus dem Schutzgebiet ausgenommen ist der Seeflußgraben, der den Wald durchfließt und der Schwarzach zustrebt.

## Beschreibung
Das Staatswaldrevier Reupelsdorf wurde am 14. Mai 1971 durch Verordnung des damaligen Landkreises Gerolzhofen zu einem Landschaftsschutzgebiet erklärt. Zunächst umfasste das Schutzgebiet lediglich die Staatswalddistrikte Oberer und Unterer Forst. Im Zentrum der Unterschutzstellung des Landschaftsteiles standen die Waldameisenkolonien innerhalb des Schutzgebietes. Das Areal wurde insbesondere der freizeitlichen Nutzung entzogen, die land- und forstwirtschaftliche Nutzung blieb aufrechterhalten. Heute umfasst das Gebiet eine Fläche von über 210 Hektar.